# Antignac, Cantal
Antignac là một xã ở tỉnh Cantal, thuộc vùng Auvergne-Rhône-Alpes ở miền trung nước Pháp.

## Dân số

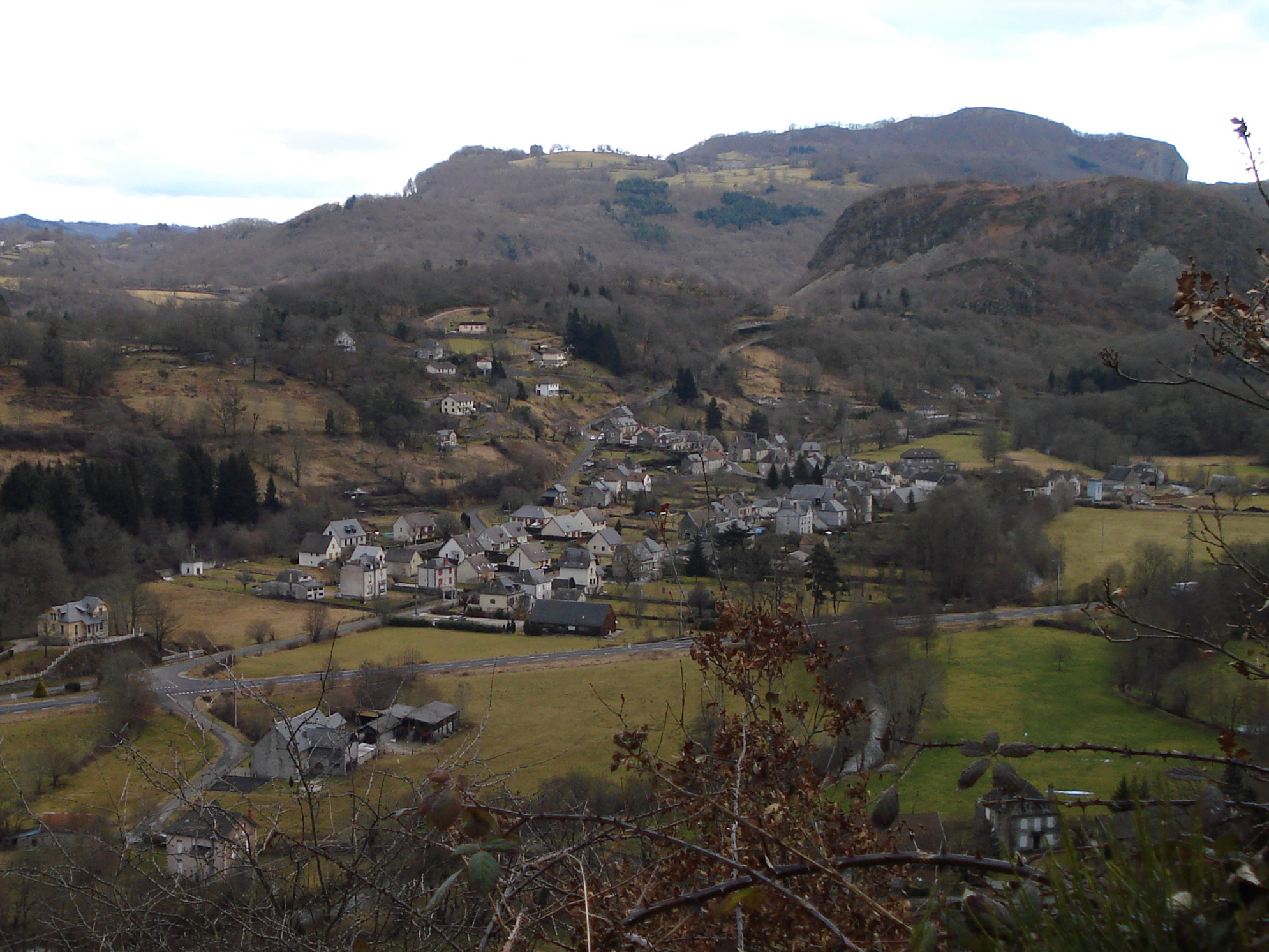
Antignac en hiver

| 1901                                                            | 1906 | 1911 | 1921 | 1926 | 1931 | 1936 | 1946 | 1954 | 1962 | 1968 | 1975 | 1982 | 1990 | 1999 | 2008 |
| --------------------------------------------------------------- | ---- | ---- | ---- | ---- | ---- | ---- | ---- | ---- | ---- | ---- | ---- | ---- | ---- | ---- | ---- |
| 936                                                             | 920  | 755  | 676  | 660  | 675  | 645  | 608  | 530  | 429  | 439  | 361  | 305  | 335  | 292  | 280  |
| Nombre retenu à partir de 1968: Population sans doubles comptes |      |      |      |      |      |      |      |      |      |      |      |      |      |      |      |